# Coupe d'Afrique de football ConIFA
La Coupe d'Afrique de football ConIFA est une compétition continentale créée et organisée par la ConIFA, une organisation qui regroupe certains États, minorités, régions ou nations non affiliées à la FIFA désirant participer à des compétitions internationales. Elle est créée en 2021. Sur le plan sportif, cette compétition est considérée comme la première plus importante en Afrique au sein de la ConIFA.
La 1er édition a eu lieu du 21 mai au 25 mai 2022 en Afrique du sud, et a vu le Biafra s'imposer,.

## Histoire

### Coupe d'Afrique de football ConIFA 2022
La Coupe d'Afrique de football ConIFA 2022 est la première édition de la Coupe d'Afrique de football ConIFA. Elle a eu lieu en Afrique du Sud du 21 au 25 mai 2022. Initialement la compétition devait avoir lieu au Zanzibar.
Le Biafra remporte la Coupe d'Afrique de football ConIFA 2022, ce qui lui permet de gagner sa place pour la Coupe du monde de football ConIFA 2024.

## Palmarès
Bilan de la Coupe d'Afrique de football ConIFA
| Édition | Année | Lieu           | Finale    | Finale | Finale       | Match pour la 3e place | Match pour la 3e place | Match pour la 3e place | Participants | Rapport |
| Édition | Année | Lieu           | Vainqueur | Score  | Finaliste    | 3e place               | Score                  | 4e place               | Participants | Rapport |
| ------- | ----- | -------------- | --------- | ------ | ------------ | ---------------------- | ---------------------- | ---------------------- | ------------ | ------- |
| 1er     | 2022  | Afrique du Sud | Biafra    | 1-0    | Matabeleland | Yoruba                 | -                      |                        | 3            |         |

### Bilan par sélection
Le tableau suivant présente le bilan par sélection ayant atteint au moins une fois le dernier carré.
| Pays         | Vainqueur | Finaliste | Troisième | Quatrième | Participations |
| ------------ | --------- | --------- | --------- | --------- | -------------- |
| Biafra       | 1         | 0         | 0         | 0         | 1/1            |
| Matabeleland | 0         | 1         | 0         | 0         | 1/1            |
| Yoruba       | 0         | 0         | 1         | 0         | 1/1            |

## Statistiques

### Meilleur buteur par édition
| Edition | Joueurs        | Buts |
| ------- | -------------- | ---- |
| 2022    | Shylock Ndlovu | 2    |

### Meilleurs buteurs, toutes phases finales confondues
| Buts | Joueurs | Équipe    | Détail par édition |
| buts | Joueur  | Sélection | ? en 2022          |
| buts | Joueur  | Sélection | ? en 2022          |

### Présidents, sélectionneurs et capitaines vainqueurs
| Année | Président               | Sélectionneur    | Capitaine | Sélection |
| ----- | ----------------------- | ---------------- | --------- | --------- |
| 2022  | Hon Kenneth Chukwuemeka | Nkemdilim Odiaka |           | Biafra    |

## Organisation

### Stades des finales
| Année | Stade                                         |
| ----- | --------------------------------------------- |
| 2022  | Stade des Pirates, Parkhurst, (Johannesbourg) |